# Los Oteros

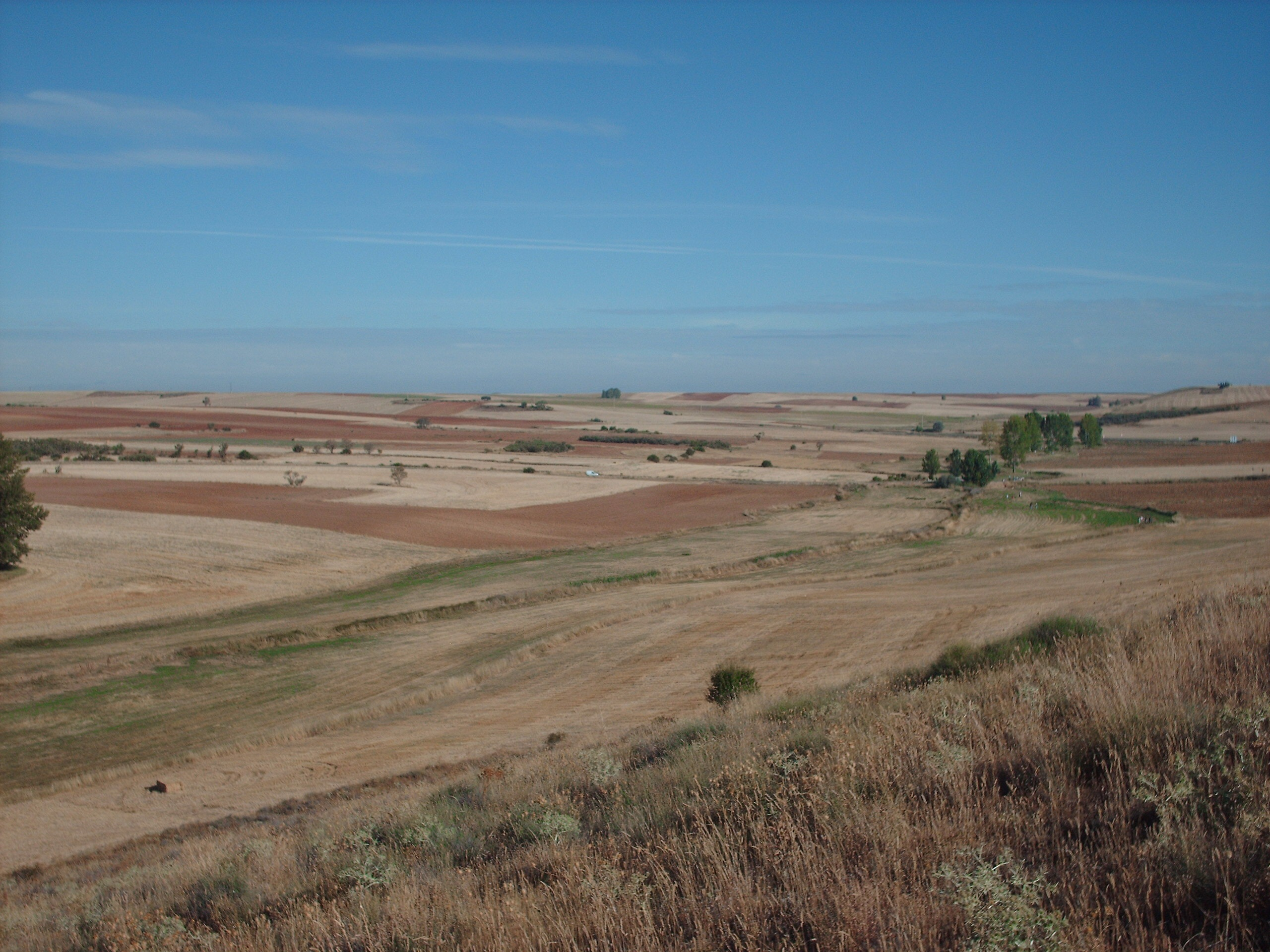
Paisaje de la comarca en Matanza de los Oteros.

Los Oteros, antiguamente denominada Los Oteros del Rey, es una comarca tradicional española situada en el extremo suroriental de la provincia de León. El municipio con más habitantes es el de Pajares de los Oteros y recibe influencia de la cercana Valencia de Don Juan.
Su nombre hace referencia a que es un terreno salpicado de pequeñas lomas u oteros que le dan al paisaje un aspecto ondulado. El apelativo «del Rey» le viene dado por su condición de realengo en la Edad Media. Hoy es común que sea nombrada como «los Oteros».
La geografía de la comarca se caracteriza por que los regueros han ido excavando pequeños valles secundarios que desembocan en los ríos principales. En la zona norte los valles son más amplios, similares a las campiñas y en el sur, los valles son más estrechos y con mayor desnivel. Pero en toda la comarca aparecen pequeñas elevaciones suaves y redondeadas, a las que ascienden cuestas suaves, que le dan al paisaje de la comarca ese carácter redondeado por el que se caracteriza. 
La comarca, entonces, está claramente diferenciada de Tierra de Campos por su topografía y fisonomía, ya que esta se compone de valles o campiñas mucho más amplias y llanas, además de que los desniveles son mucho menores, no como en Los Oteros, donde desde las zonas bajas de los valles hasta las zonas elevadas de los cerros hay de niveles de 20 o 30 metros en escasa distancia, lo que se traduce en una mayor pendiente.[cita requerida]
Su arquitectura tradicional está basada en el adobe y son característicos los palomares. En lo económico es una zona agraria en la que predominan los cultivos cerealistas. Además se encuentra dentro del área de producción de la Indicación Geográfica Protegida Lenteja Pardina de Tierra de Campos y es una zona de gran tradición vitinícola formando parte del área de producción de vino con Denominación de Origen León.
A nivel agrario forma parte de la comarca de Esla-Campos.

## Municipios y localidades
- Cabreros del Río:
  - Jabares de los Oteros
- Castilfalé:
  - Castilfalé
- Corbillos de los Oteros:
  - Corbillos de los Oteros
  - Nava de los Oteros
  - Rebollar de los Oteros
  - San Justo de los Oteros
- Cubillas de los Oteros:
  - Cubillas de los Oteros
  - Gigosos de los Oteros
- Gusendos de los Oteros:
  - Gusendos de los Oteros
  - San Román de los Oteros
- Matadeón de los Oteros:
  - Fontanil de los Oteros
  - Matadeón de los Oteros
  - San Pedro de los Oteros
  - Santa María de los Oteros
- Matanza:
  - Matanza de los Oteros
  - Valdespino Cerón
  - Zalamillas
- Pajares de los Oteros:
  - Fuentes de los Oteros
  - Morilla de los Oteros
  - Pajares de los Oteros
  - Pobladura de los Oteros
  - Quintanilla de los Oteros
  - Valdesaz de los Oteros
  - Velilla de los Oteros
- Santas Martas:
  - Luengos de los Oteros
  - Malillos de los Oteros
- Valdemora:
  - Valdemora
- Villabraz:
  - Alcuetas
  - Fáfilas
  - Villabraz